# Chiusa Sclafani
Chiusa Sclafani település Olaszországban, Szicília régióban, Palermo megyében. Lakosainak száma 2530 fő (2023. január 1.). Chiusa Sclafani Bisacquino, Burgio, Caltabellotta, Corleone, Giuliana, Palazzo Adriano és Campofiorito községekkel határos.

## Népesség
A település lakossága az elmúlt években az alábbi módon változott:
| Lakosok száma | 2766 | 2763 | 2530 |
|               | 2017 | 2018 | 2023 |